# Synodus randalli
Synodus randalli är en fiskart som beskrevs av Cressey, 1981. Synodus randalli ingår i släktet Synodus och familjen Synodontidae. Inga underarter finns listade i Catalogue of Life.